# 傳球 (足球)

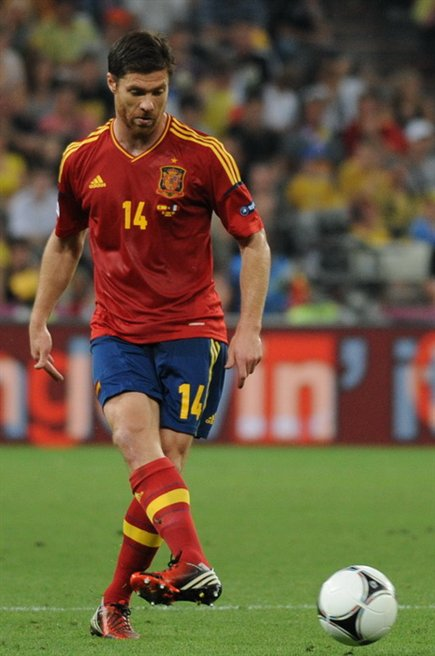
沙比·阿朗素正在傳球

传球是指足球比賽中球員將球踢給本方球員。球员传球的目的是通过彼此之間的配合来保持对球的控制，目的是将球推向前场。传球带来的好处在於球队确保了對球的控制权，並且不讓对方有进攻机会。